# Runsa skeppssättning
Runsa skeppssättning är en 56 meter lång och 16 meter bred skeppssättning, belägen i Eds socken i Upplands Väsby kommun. Skeppssättningen, som är en av Sveriges största, består av 28 klumpformade stenar och en hög stävsten mot nordost. En mindre skeppssättning ligger strax intill. 
Skeppssättningarna ingår i ett gravfält som därtill består av 33 runda stensättningar daterade till 400 - 500-talet. Gravfältet ligger i närheten av Runsa fornborg; en teori är därför att de som bodde i fornborgen använde området som begravningsplats.

## Bilder

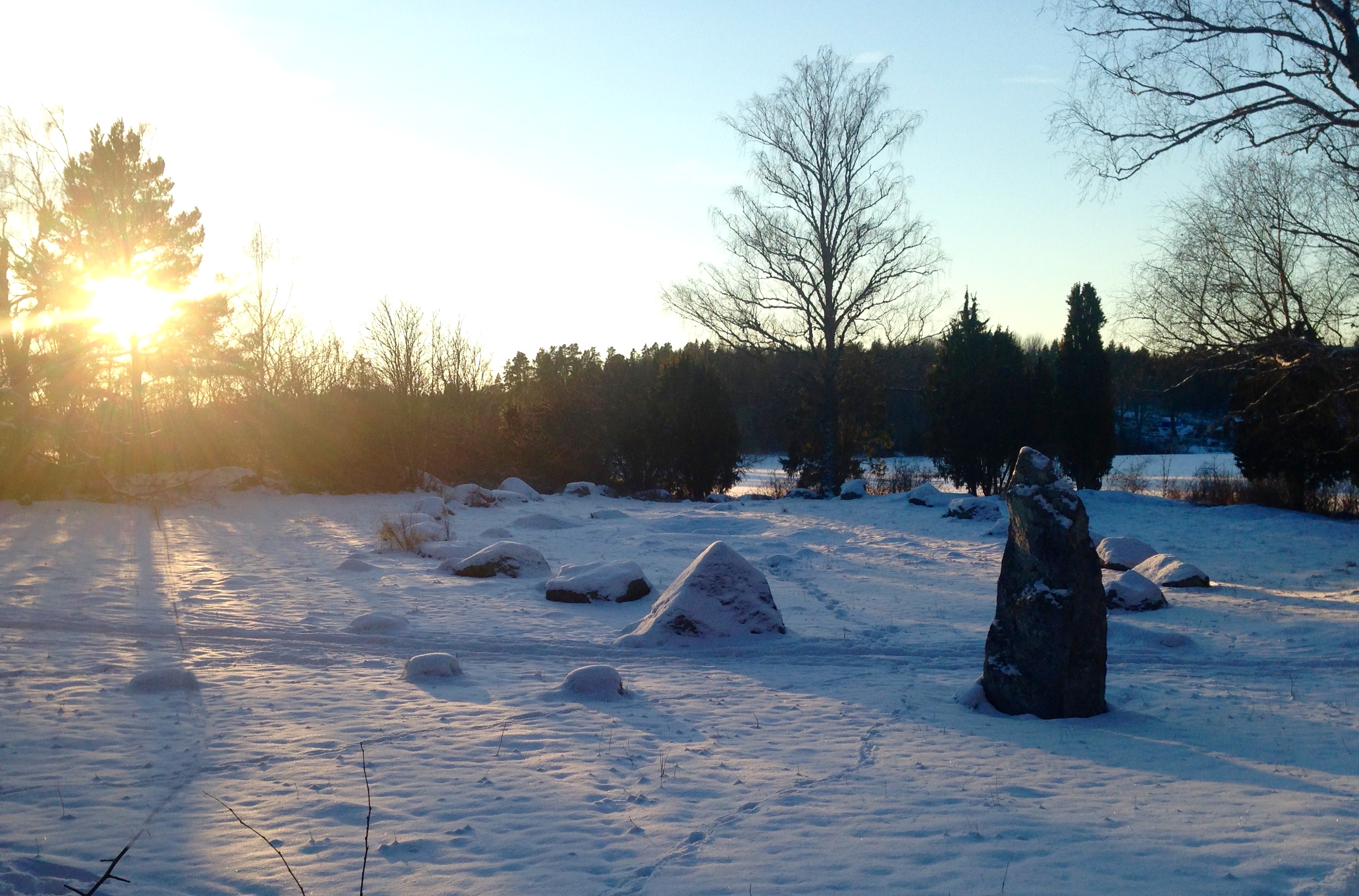
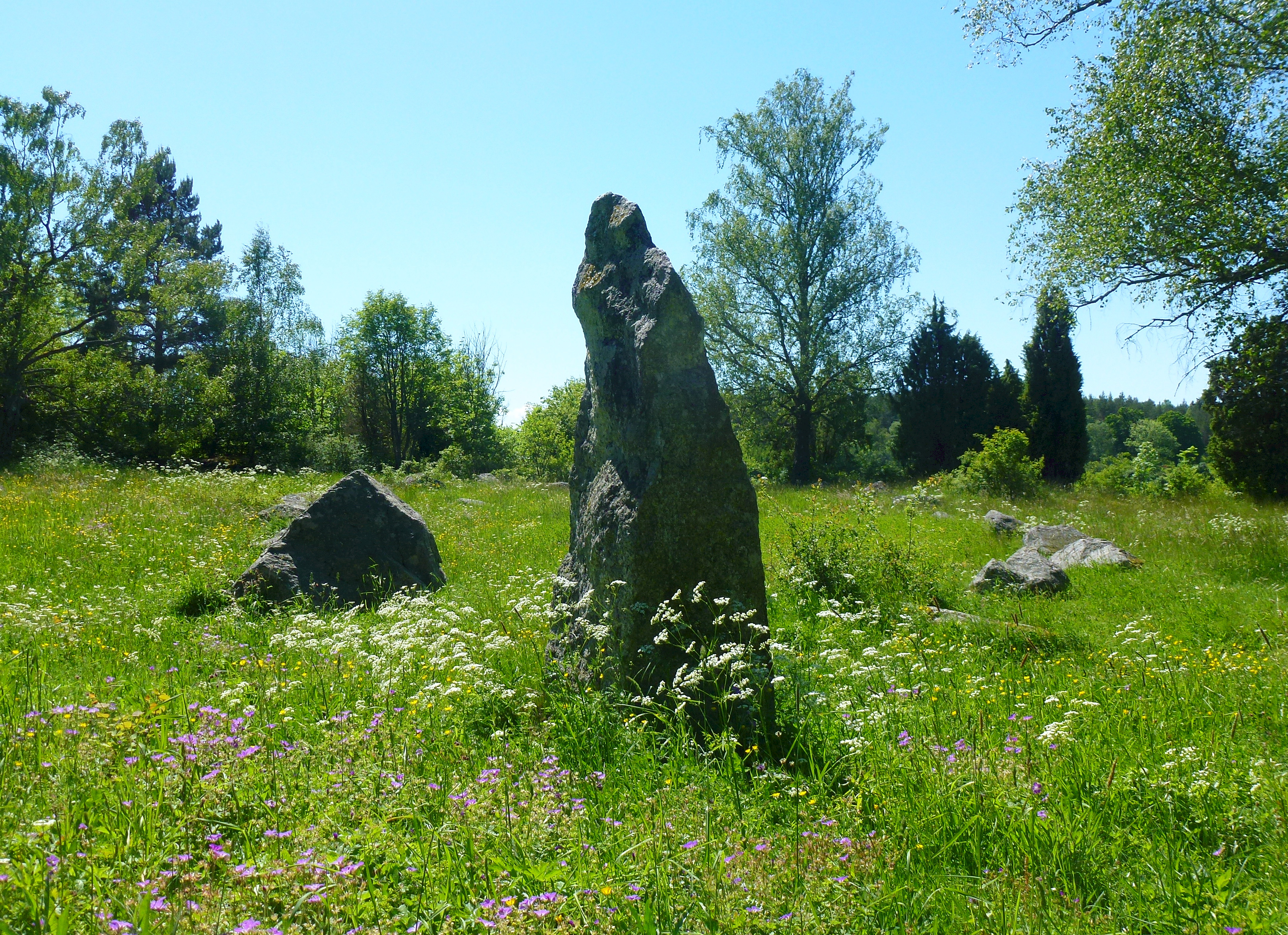
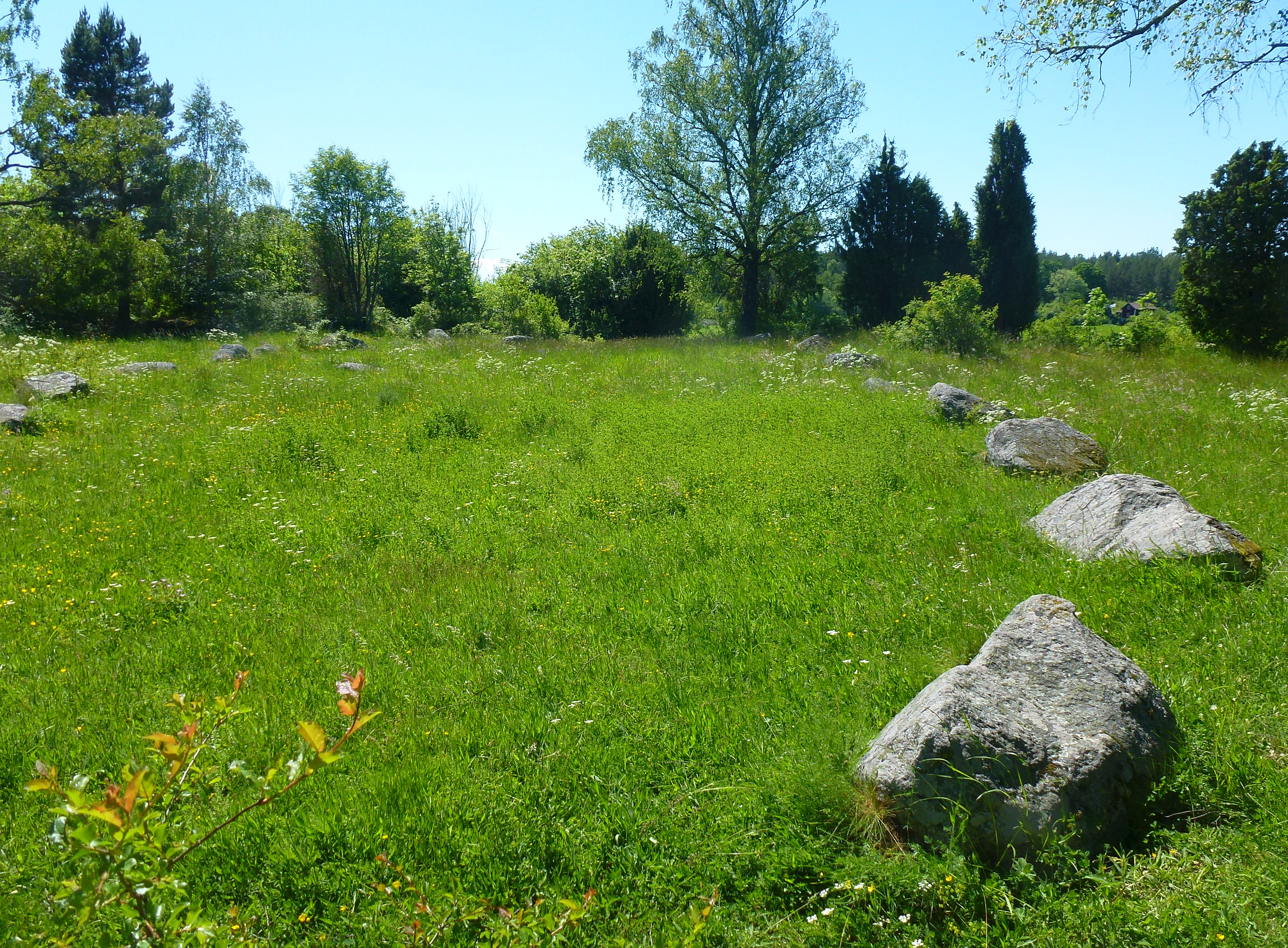
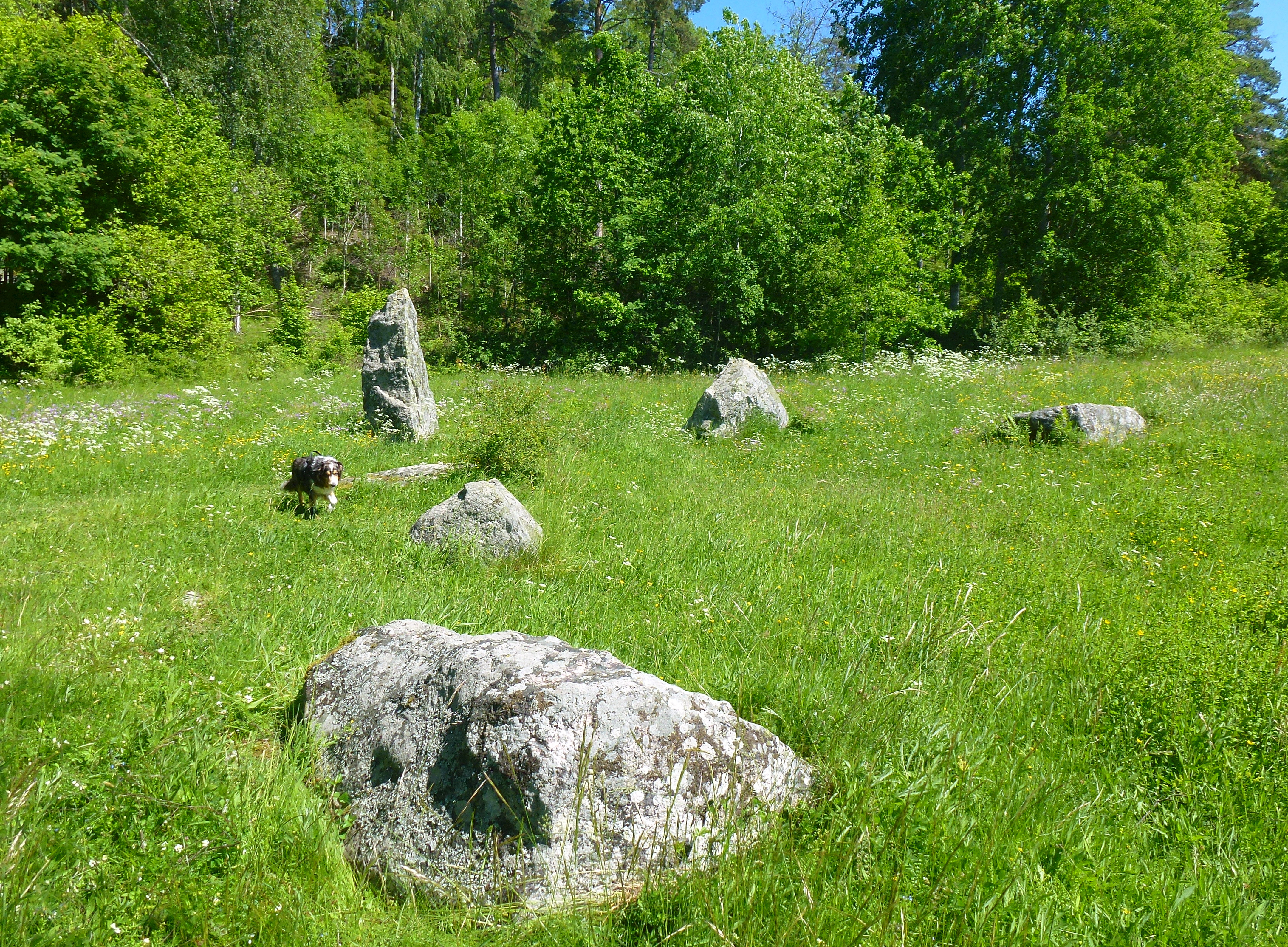
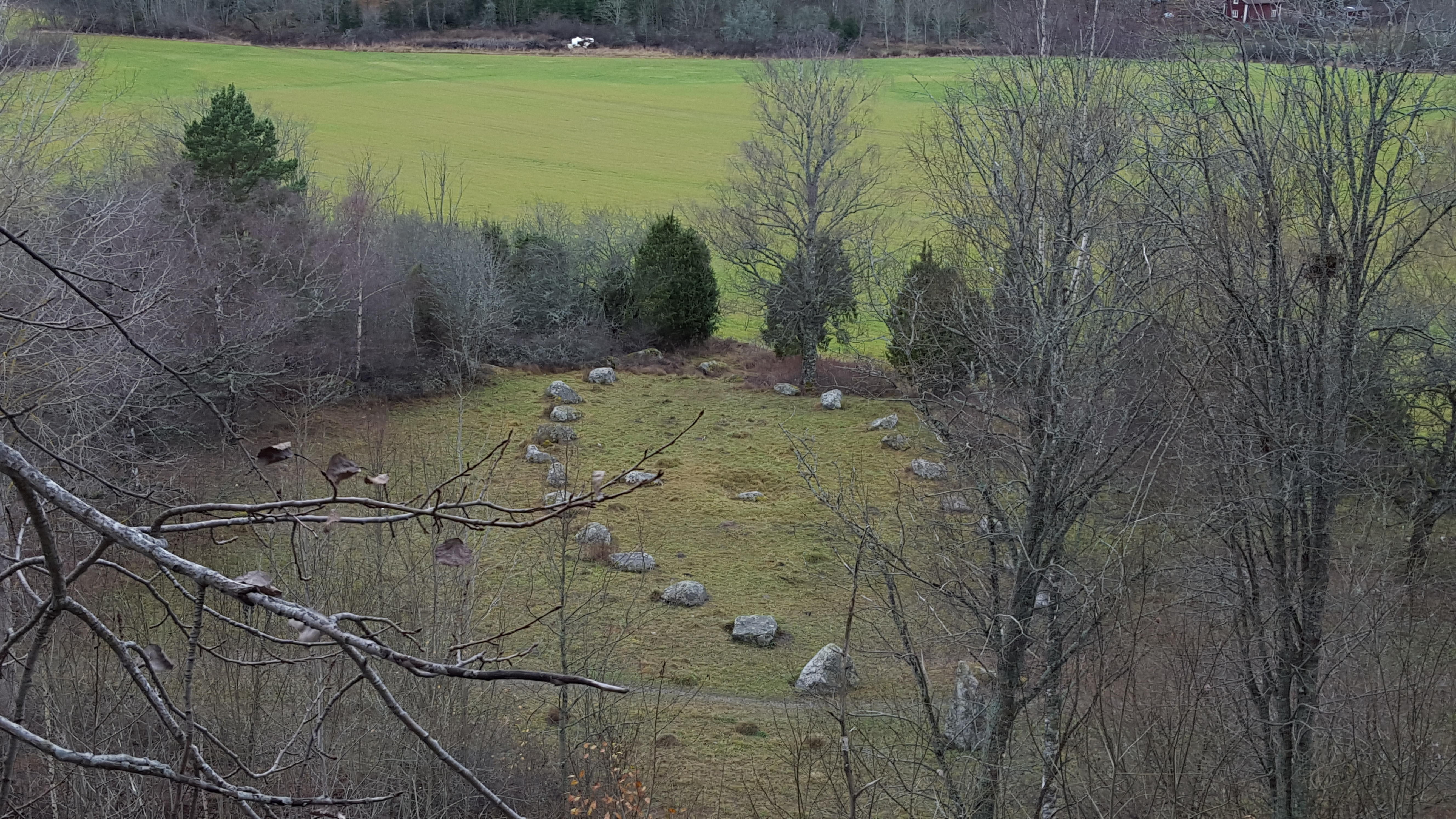